# L'Ange gardien de Bonis
L'Ange gardien, op. 99, est une œuvre de Mel Bonis datant de 1913.

## Composition
Mel Bonis compose L'Ange gardien pour piano en 1913. Le manuscrit porte l'inscription « Ne pas publier, mauvais ». L'œuvre a été publiée à titre posthume aux éditions Armiane en 2001, et en 2006 aux éditions Furore.

## Edition actuelle
- in Mel Bonis, œuvre pour piano, Voume 7, Pièces pittoresques et poétiques C ; Editions Furore, 2006

## Discographie
- L'ange gardien, par Laurent Martin (piano), Ligia Digital LIDI 01033181-07, 2007 (OCLC 884450880)

## Sources
- Étienne Jardin, Mel Bonis (1858-1937) : parcours d'une compositrice de la Belle Époque, 2020 (ISBN 978-2-330-13313-9 et 2-330-13313-8, OCLC 1153996478, lire en ligne)